# ジョーンの秘密
『ジョーンの秘密』（ジョーンのひみつ、Red Joan）は、2018年のイギリスのスパイドラマ映画。監督はトレヴァー・ナン。イギリス史上最も意外なスパイとされたメリタ・ノーウッドの実話から着想を得たジェニー・ルーニーによる2014年の小説『Red Joan』を映画化した作品で、主人公のジョーン・スタンリーをジュディ・デンチ（若い時代はソフィー・クックソン）が演じている。

## ストーリー
時は2000年。イギリスで、半世紀前に旧・ソ連の国家保安委員会（KGB）に核開発の機密を流していたスパイがMI5に逮捕された。だがその人物は、ジョーン・スタンリーという、どこにでもいるような80代の老女だった。
ジョーンの息子で弁護士のニックは、無罪を主張する母親を信じて彼女の弁護を担当することになる。しかし、そんな彼の思いとは裏腹に、ジョーンの驚くべき過去が次々と明らかになっていく。

## キャスト
- ジョーン・スタンリー: ジュディ・デンチ
- 若い頃のジョーン: ソフィー・クックソン
- マックス・デイヴィス教授: スティーヴン・キャンベル・ムーア（英語版） - ジョーンの上司。
- ニック・スタンリー: ベン・マイルズ - ジョーンの息子。弁護士。
- レオ・ガーリチ: トム・ヒューズ（英語版） - ジョーンの恋人。
- ソニア: テレーザ・スルボーヴァ（英語版） - ジョーンの友人。レオのいとこ。

## 作品の評価
Rotten Tomatoesによれば、批評家の一致した見解は「魅力的な実話を当惑するほど退屈な形でドラマ化した『ジョーンの秘密』は、その物語の驚くべきストーリーを、そしてジュディ・デンチの圧倒的な才能を無駄にしている。」であり、151件の評論のうち高評価は30%にあたる45件で、平均点は10点満点中5点となっている。
Metacriticによれば、22件の評論のうち、高評価は7件、賛否混在は13件、低評価は2件で、平均点は100点満点中45点となっている。